# ノダウェイ郡 (ミズーリ州)
ノダウェイ郡（英: Nodaway County）は、アメリカ合衆国ミズーリ州の北西部に位置する郡である。2010年国勢調査での人口は23,370人であり、2000年の21,912人から6.7％増加した。郡庁所在地はメアリービル市（人口11,972人）であり、同郡で人口最大の都市でもある。ノダウェイ郡は1845年2月14日に組織化され、郡名はミズーリ川の支流であるノダウェイ川に因んで名付けられた。1836年のプラット買収でミズーリ州に追加された6郡の中では面積最大であり、州全体でも第4位である。
農業では長い歴史があり、調教師ベン・ジョーンズや、その持ち馬がケンタッキーダービーで6度優勝し、三冠馬を2度出したジミー・ジョーンズがいた。
メアリービル市にあるノースウェスト・ミズーリ州立大学の敷地は公式のミズーリ州立樹木園となっており、1904年セントルイス万国博覧会の景色を再現している。ESPNケーブルテレビは全国アメリカンフットボール選手権大会でこの大学を5度登場させ、そのうち3度は優勝した。アメリカ合衆国最高裁判所判事クラレンス・トーマスは、小聖堂も含むコンセプション神学カレッジに進んだときに聖職者になる道を諦めた。近接するクライドにあるベネディクティン・シスターズ常時聖体礼拝女子修道院は聖人の遺物を550持っており、国内最大の量である。
ノダウェイ郡は竜巻道にあり、1979年4月10日に州境を超えたアイオワ州ブラディビルの町を壊滅させた藤田スケールF4のものなど多くの竜巻に襲われてきた。竜巻は、郡内の2つの大きな建物、すなわちノースウェスト・ミズーリ州立大学キャンパスの管理棟とコンセプション修道院を襲ったことがある。1881年のホプキンス竜巻は藤田スケールF5を記録した最も初期のものと考えられている。
幾つかの衝撃的な殺人がノダウェイ郡に関心を集めてきており、CBSテレビのドキュメンタリー番組「60 Minutes」や映画などで取り上げられてきた。郡内の生活は1920年代と1930年代に著作家ホーマー・クロイによって、一連の著作、記事、映画、ブロードウェイショーに記録された。

## 郡名の由来
「ノダウェイ」という郡名の由来は諸説あり、ポタワトミ族の「穏やかな」を意味する言葉、ダコタスー族の「カヌー無しで渡った」とい言葉、および様々な部族の「蛇」を意味する言葉だとされてきた。

## ノダウェイ郡の犯罪の歴史
ノダウェイ郡には長い暴力沙汰の歴史がある。
ノダウェイ郡で最初に処刑があったのは、1881年7月22日、郡庁所在地のメアリービルでのことだった。アルバート・P・タルボットとチャールズ・E・タルボットの兄弟が絞首刑にされた。2人は1880年9月18日にアーコーの町の北西1マイル (1.6 km) にあった自宅で、土地の医者であり著作家でもあった父のペリー・H・タルボット博士を殺害した容疑で有罪とされた。タルボット博士はアーコーの町の共同設立者でもあった。タルボット博士は自宅で銃で撃たれ、その夜にその傷がもとで死亡した。処刑の後、兄弟の遺骸は父の土地に埋葬された。その墓石は2つの手が友情の印に握られたものをあしらった竪型の柱であり、現在も残っている。碑銘には「我々は無実で死んだ」と彫られている。
次に絞首刑にされたのが1884年12月9日のオマハ・チャーリーであり、法律上の名前はチャールズ・F・スティーブンスだった。チャーリーは12月3日にメアリービルのヒルガートの酒場でヒューバート・クレミーを射殺していた。この射殺に対する地元民の感情が高まり、射殺は正当化されないものであるとみなし、地元民の手で始末をつけるべきだと判断した。当時の証言に拠れば、50人のマスクをつけた男達が監獄の前に現れ、チャーリーの引渡しを要求した。当時郡保安官のジェイムズ・アンダーソンが要求に応じ、暴徒はチャーリーを東4番通り橋に連れて行って絞首刑にした。
ノダウェイ郡の歴史の中でも最も悪名高い殺人の1つは地元農家の息子、ヘゼキア・"ヘズ"・ラスコーによるものであり、ラスコーは、オーダ・ハベル殺害の罪で1912年3月26日に絞首刑にされた。
ラスコーとハベルは、1910年11月20日、バーナード駐車場に駐めたボックスカーの中で徹夜ポーカーに参加しており、ハベルはその朝家族のもとに戻った。その2日後、ラスコーは、オーダ・ハベル（29歳）、その妻、さらに2人の子供、娘のジェシー（6歳）と息子のウェルトン（4歳）の殺害容疑で逮捕された。しかし、ラスコーが裁判に掛けられ、有罪とされたのはオーダ・ハベルの殺害容疑だった。ハベルの家族の殺害容疑で裁判に掛けられることは無かった。ハベルは家の外でショットガンで撃たれ、その体は殺人者によって家の中に引きずって行かれていた。ハベルの妻はショットガンの台尻で撲殺された。ハベルの子供達の死因は明らかでない。殺人者は、ハベルの家族を殺害した後、その家に火をつけた。近くを通りかかった教会の礼拝帰りの親族がその火を消し止めるまでに、子供達と母親の遺骸はほとんど灰になり、オーダ・ハベルも胴体を残すばかりになっていた。ラスコーは死ぬまで無罪を主張し続けていた。
1931年、アフリカ系アメリカ人のレイモンド・ガンが、若い白人教師を強姦し殺害した容疑で逮捕された。1月12日、メアリービルの暴徒がガンを犯行現場とされる町外れの校舎に連れて行った。暴徒はガンを校舎の屋根に縛りつけてから校舎に火を放ち、生きたまま燃やした 。
1981年、スキドモア町の住民がケン・マケルロイを殺害し、郡内ではそのことが極秘事項とされることになった。マケルロイはスキドモアの通りでトラックの座席に座っているときに、銃で撃たれた。トラックの中から異なる口径の銃弾が発見されたので、殺害者は複数だった。保安官が尋問を行うと、全ての者が銃撃の始まったときに町の酒場でビリヤード台の下に隠れ居ていたと主張した。エステス保安官は後に「それは世界最大のビリヤード台だったに違いない」と語ったとされている。『In Broad Daylight（白昼に）』と題された著作（1988年）と映画はこの事件に基づいている。
1990年、FBIの情報提供者クリスティーヌ・エルキンズが失踪した。エルキンズは従兄弟のトニー・エメリーとタグ・エメリーおよびその名前の分からない仲間に撲殺されていた。エルキンズの遺体は彼女の車のトランクに押し込まれ、ミズーリ川に落とされていた。エメリーズは木片を使って車のハンドルとアクセルを固定し、ボート進水場近くから川に車を落とした。この車が1996年に発見され、エルキンズの遺体はトランクの中から見つかった。歯科の治療記録から被害者が特定された。トニー・エメリーは仮釈放の可能性がない終身刑とされ、控訴したが、1999年に刑が確定した。
2004年12月、ボビー・ジョー・スティネットが自宅で殺害され、その遺骸から胎児が切り出されていた。2007年、ライザ・モンゴメリーはスティネット殺害の容疑で有罪とされ、死刑を宣告された。

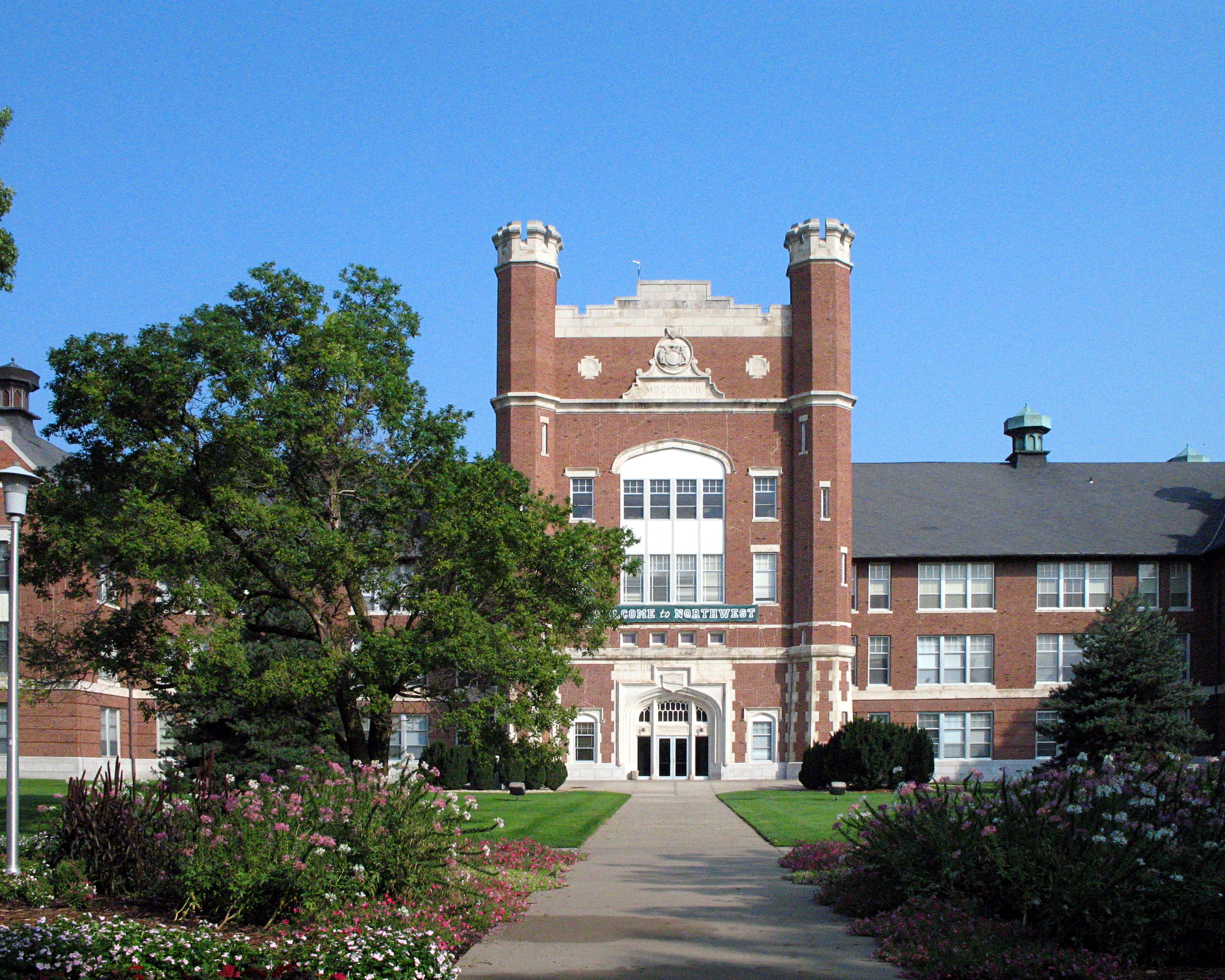
ノースウェスト・ミズーリ州立大学の管理棟

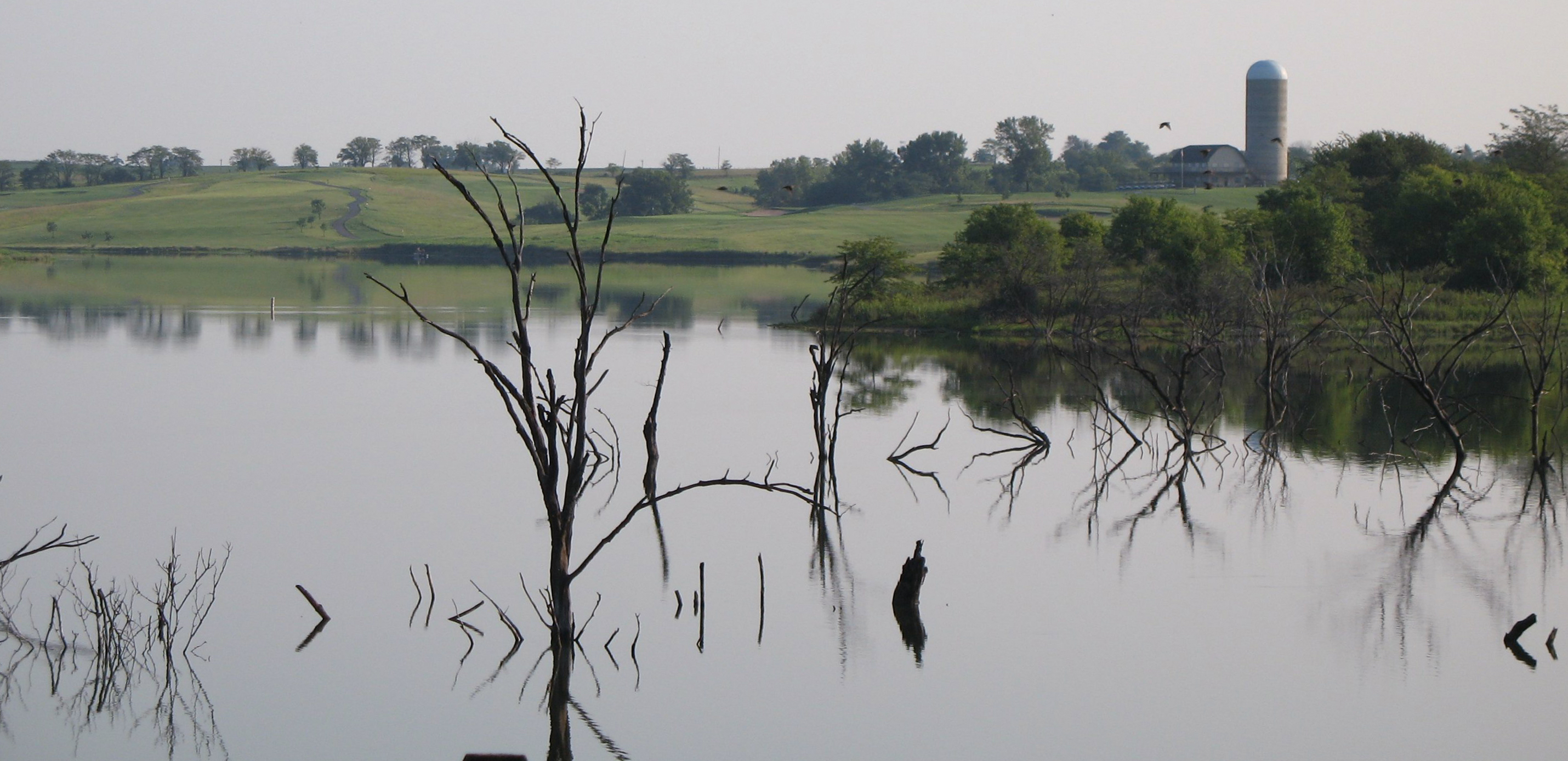
モジンゴ湖ゴルフコース

## 地理
アメリカ合衆国国勢調査局に拠れば、郡域全面積は877.75平方マイル (2,273.4 km2)であり、このうち陸地876.62平方マイル (2,270.4 km2)、水域は1.13平方マイル (2.9 km2)で水域率は0.13％である。
| - アメリカ国道71号線 - アメリカ国道136号線 - ミズーリ州道46号線 - ミズーリ州道113号線 - ミズーリ州道148号線 - ミズーリ州道246号線 | - ページ郡 (アイオワ州) - 北西 - テイラー郡 (アイオワ州) - 北 - ワース郡 - 北東 - ジェントリー郡 - 南東 - アンドリュー郡 - 南 - ホルト郡 - 南西 - アッチソン郡 - 西 |

## 交通
郡内メアリービル市にノースウェスト・ミズーリ地域空港があり、一般用途空港で商業便は無い。
電話帳で見つけられるタクシー会社が1つあり、またメアリービルからカンザスシティに行く夜行バスがある。

## 人口動態
以下は2000年の国勢調査による人口統計データである。
| 基礎データ - 人口: 21,912人 - 世帯数: 8,138 世帯 - 家族数: 4,817 家族 - 人口密度: 10人/km2（25人/mi2） - 住居数: 8,909軒 - 住居密度: 4軒/km2（10軒/mi2） 人種別人口構成 - 白人: 96.58% - アフリカン・アメリカン: 1.35% - ネイティブ・アメリカン: 0.23% - アジア人: 0.87% - 太平洋諸島系: 0.02% - その他の人種: 0.21% - 混血: 0.74% - ヒスパニック・ラテン系: 0.71% 年齢別人口構成 - 18歳未満: 19.4% - 18-24歳: 25.1% - 25-44歳: 23.1% - 45-64歳: 18.6% - 65歳以上: 13.8% - 年齢の中央値: 30歳 - 性比（女性100人あたり男性の人口） - 総人口: 99.7 - 18歳以上: 97.0 | 世帯と家族（対世帯数） - 18歳未満の子供がいる: 27.3% - 結婚・同居している夫婦: 50.0% - 未婚・離婚・死別女性が世帯主: 6.2% - 非家族世帯: 40.8% - 単身世帯: 30.0% - 65歳以上の老人1人暮らし: 11.6% - 平均構成人数 - 世帯: 2.33人 - 家族: 2.94人 収入と家計 - 収入の中央値 - 世帯: 31,781米ドル - 家族: 42,203米ドル - 性別 - 男性: 28,388米ドル - 女性: 21,267米ドル - 人口1人あたり収入: 15,384米ドル - 貧困線以下 - 対人口: 16.5% - 対家族数: 8.3% - 18歳未満: 11.23% - 65歳以上: 13.3% |

## 都市と町

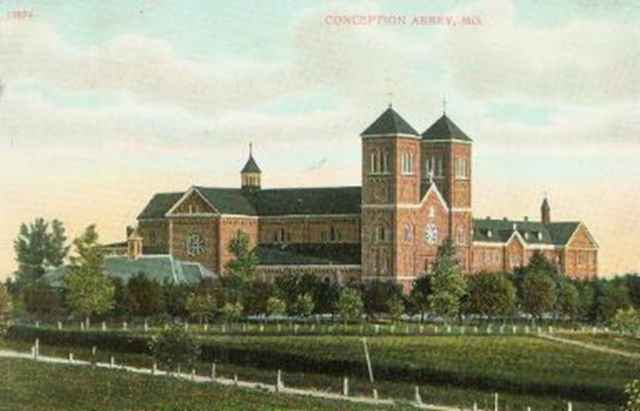
コンセプション修道院の絵葉書、1908年

### 人口1万人以上の町
- メアリービル (Pop. 11,972)  - 郡庁所在地

### 人口千人以下の町
| - バーリントンジャンクション - ホプキンス - レイブンウッド - スキドモア - バーナード | - コンセプション - コンセプションジャンクション - パーネル - グラハム - クリアモント | - エルモ - ピッカリング - ギルフォード - クライド - アーコー | - クィットマン |

## 著名な農園
- ハーバート・フーヴァー農園 - ハーバート・フーヴァーはグラハムの南に農園を所有していた。実際に農作業を行ったことは無いが、大統領辞任後の1930年代にこの農園に来ていた。
- ジョーンズ競走馬ダイナスティ - 競走馬調教師ベン・A・ジョーンズとその息子ホレス・A・"ジミー"・ジョーンズがパーネル近くに農園を持っており、引退後はそこに隠棲した。カルメット農園を経営したときにその持ち馬がケンタッキーダービーで6度優勝し、三冠馬を2度出した。競馬に出走させていた時代の記念品がノダウェイ郡歴史協会博物館に収められている。
- ビルビー牧場 - クィットマン近くに設立されたビルビー牧場は、19世紀後半から20世紀前半にかけて、その大きさでは西部第2位と主張していた（第1位はテキサス州のキング牧場）。その保有する牛に関する訴訟でアメリカ合衆国最高裁判所まで掛けられたことがあった。
- フォースティアナ農園 - プラット買収から間もない1839年、ケンタッキー州出身のアイザック・N・プレイサーがノダウェイ郡最初期の開拓者となり、メアリービルの直ぐ西に農園を設立した。プレイサーは著名なイギリスのサラブレッド、フォースタスを連れてきており、農園の名前もその馬に因んで名付けた。セントジョセフ市を本拠にする百貨店タウンゼンド・アンド・ウォールを経営した財産を築いたタウンゼンド家がペルシュロン種、スタンダードブレッド種、アメリカンサドルブレッド種の馬を所有したときにその名前を使った。全国大会を制するような馬がその血統から生まれた。この農園は現在メアリービルの準住宅地区にある。
- ランチョ・デル・レイヨ - メアリービルのロビンス・ライティングロッド会社で財産を築いたウィリアム・ロビンスがホプキンス近くに牧場を設立し、1919年のビルビー牧場解体後は州内最大を主張した。ロビンスは共和党で政治活動を行い、アメリカ合衆国上院議員や州知事の参加する政治目的のピクニックを何度も主催した。
- R・T・ライト大学農園 - ノースウェスト・ミズーリ州立大学キャンパスの北に大学が所有する広さ750エーカー (3.0 km2) の農園。地元では「ノース農園」と呼ばれる。この農園での研究によって、グローバル・ポジショニング・システムの農業利用が行われ、また肥料から臭気や危険なガスを発生することなく燃料ペレットに変換する技術でアメリカ特許6149694号を取得したバイオ燃料研究が進んだ。植物の遺伝子組合わせの実験も行われている。 2006年、コロラド州のバイオテクノロジー会社ベンティラと遺伝子組み換え米の開発について共同研究を提案したときに、地元セントルイスを本拠にしているビール製造のアンハイザー・ブッシュから怒りを買った。

## 著名な出身者
- ハーバート・フーヴァー - アメリカ合衆国大統領、実際に住人にはなっていないがグラハム南の農園を所有した
- サラ・コールドウェル - ボストン・オペラの指揮者、メアリービル出身
- デール・カーネギー - 著作家、著作『人を動かす』
- ハーリー・レイス - プロレスラー、「ミスター・プロレス」
- ジェリー・ウォレス -  カントリー歌手

## 教育
郡内の高等教育機関としては、次のものがある。
- ノースウェスト・ミズーリ州立大学、メアリービル市、公立4年制大学[10]

## 政治

### 地方
ノダウェイ郡の地方レベルでは民主党が大半の政治を支配しており、郡の選挙で選ばれる役職は4人を除いて独占している。

### 国政

#### 2008年大統領予備選挙
2008年の大統領予備選挙で、民主党のバラク・オバマが1位となり、さらに共和党予備選挙で各候補に投じられた票数よりも多かった。オバマを支持したことでは、ノダウェイ郡は州内でセントルイス独立市を含め6郡しかないものの1つだった。

## 観光地
- ノースウェスト・ミズーリ州立大学
- ミズーリ州立樹木園
- モジンゴ湖
- コンセプション修道院
- ベネディクティン・シスターズ常時聖体礼拝女子修道院
- ノダウェイ郡歴史協会博物館

## メディア
メアリービル市ではAMラジオ局1局、FMラジオ局3局が免許を取得して放送を流している。